# بلا یونیون
بلا یونیون (به اسپانیایی: Bella Unión) شهری در کشور اروگوئه، بخش آرتیگاس است که جمعیت آن در سرشماری سال ۲۰۰۴ میلادی ۱۳٬۱۸۷ نفر بوده‌است.